# João Câmara (ort)
João Câmara är en ort i Brasilien.   Den ligger i kommunen João Câmara och delstaten Rio Grande do Norte, i den östra delen av landet, 1 700 km nordost om huvudstaden Brasília. João Câmara ligger 152 meter över havet och antalet invånare är 19 885.
Terrängen runt João Câmara är platt. João Câmara är det största samhället i trakten.
Omgivningarna runt João Câmara är huvudsakligen savann. Runt João Câmara är det ganska tätbefolkat, med 56 invånare per kvadratkilometer.